# Documento unico di regolarità contributiva
Il documento unico di regolarità contributiva (DURC) è l'attestazione della regolarità dei pagamenti agli enti INPS, INAIL e Cassa edile.
Tale documento è finalizzato alla repressione del lavoro nero e delle irregolarità assicurative e contributive.

## Storia
Il Ministero del lavoro e delle politiche sociali italiano ha fissato al 15 aprile 2005 la data per l'avvio, su tutto il territorio nazionale, delle procedure di richiesta e rilascio, in forma unificata e telematica, del DURC, da utilizzarsi per appalti e subappalti pubblici e opere private, soggette a rilascio della concessione edilizia o DIA, oltre che per l'attestazione SOA. Già nella fase transitoria, l'accertamento della regolarità delle imprese – da parte dell'INAIL, INPS, Casse edili – si è rivelato problematico e ha complicato notevolmente le attività degli enti locali, soprattutto nei settori dell'edilizia e dei lavori pubblici.
Dal 1º gennaio 2009, l'obbligo del possesso del DURC è stato esteso a tutte le ditte che lavorano in regime di appalto o subappalto di qualsiasi tipo di lavoro anche fuori dall'ambito dell'edilizia, escludendo però dall'obbligo gli artigiani che lavorano in proprio senza dipendenti anche se l'ente certificatore è tenuto a rilasciare comunque la certificazione ove richiesta anche se non necessaria.

## DURC online
Come dispone l'articolo 4 del decreto legge n. 34/2014 (conv. da L. n. 78/2014), dal 1º luglio 2015 chiunque vi abbia interesse, compresa la medesima impresa, verifica con modalità esclusivamente telematiche e in tempo reale la regolarità contributiva nei confronti dell'INPS, dell'INAIL e, per le imprese tenute ad applicare i contratti del settore dell'edilizia, nei confronti delle Casse edili. La risultanza dell'interrogazione ha validità di 120 giorni dalla data di acquisizione e sostituisce ad ogni effetto il documento unico di regolarità contributiva. Previa registrazione è possibile accedere al servizio sul portale dell'INPS Archiviato il 23 novembre 2016 in Internet Archive. o dell'INAIL.